# Італійська Серія A 2011–2012
Сезон 2011-12 в Серії A — футбольне змагання у найвищому дивізіоні чемпіонату Італії, що проходило між 9 вересня 2011 та 13 травня 2012 року. Став 80-м турніром з моменту заснування Серії A. Початок сезону був запланований на 27 серпня, проте, через страйк гравців 1-й тур був перенесений на пізніший термін. За результатами сезону Серію A залишили 3 найгірших команди, на зміну яким з Серії B підвищилися у класі 3 найкращих клуби.
Перемогу в сезоні святкував «Ювентус», для якого цей «скудетто» став 28-м в історії і першим після 9-тирічної перерви. Чемпіони пройшли весь турнірний шлях, не зазнавши жодної поразки. З того часу, коли в Серії A стали брати участь 20 команд, таке досягнення підкорилося одній з них вперше. Раніше ще двом клубам вдавалося завершити сезон без поразок за меншої кількості учасників. В сезоні 1978-79 «Перуджа» не зазнала поразок у 30-ти матчах, а в сезоні 1991-92 у 34-х матчах жодного разу не програв «Мілан».
| Чемпіон Італії 2011/2012 |
| ------------------------ |
| «Ювентус» 28-й титул     |

## Команди
Участь у турнірі Серії A сезону 2011-12 брали 20 команд:
| Клуб             | Місто     | Стадіон                        | Місткість | Сезон 2011-12               |
| ---------------- | --------- | ------------------------------ | --------- | --------------------------- |
| «Аталанта»       | Бергамо   | Стадіо Атлеті Адзуррі д'Італія | 26 642    | Чемпіони Серії B            |
| «Болонья»        | Болонья   | Стадіо Ренато Далл'Ара         | 39 444    | 16-е в Серії A              |
| «Дженоа»         | Генуя     | Стадіо Луїджі Ферраріс         | 36 685    | 10-е в Серії A              |
| «Інтернаціонале» | Мілан     | Сан-Сіро                       | 80 074    | 2-е в Серії A               |
| «Кальярі»        | Кальярі   | Стадіо Сант'Елія               | 23 486    | 14-е в Серії A              |
| «Катанія»        | Катанія   | Стадіо Анджело Массіміно       | 23 420    | 13-е в Серії A              |
| «К'єво»          | Верона    | Стадіо Маркантоніо Бентегоді   | 39 211    | 11-е в Серії A              |
| «Лаціо»          | Рим       | Стадіо Олімпіко (Рим)          | 72 698    | 5-е в Серії A               |
| «Лечче»          | Лечче     | Стадіо Віа дель Маре           | 33 876    | 17-е в Серії A              |
| «Мілан»          | Мілан     | Сан-Сіро                       | 80 074    | Чемпіони Серії A            |
| «Наполі»         | Неаполь   | Стадіо Сан-Паоло               | 60 240    | 3-є в Серії A               |
| «Новара»         | Новара    | Стадіо Сільвіо Піола           | 17 875    | Переможці плей-оф у Серії B |
| «Палермо»        | Палермо   | Стадіо Ренцо Барбера           | 37 242    | 8-е в Серії A               |
| «Парма»          | Парма     | Стадіо Енніо Тардіні           | 27 906    | 12-е в Серії A              |
| «Рома»           | Рим       | Стадіо Олімпіко (Рим)          | 72 698    | 6-е в Серії A               |
| «Сієна»          | Сієна     | Стадіо Артеміо Франкі          | 15 373    | 2-е в Серії B               |
| «Удінезе»        | Удіне     | Стадіо Фріулі                  | 41 652    | 4-е в Серії A               |
| «Фіорентіна»     | Флоренція | Стадіо Артеміо Франкі          | 47 282    | 9-е в Серії A               |
| «Чезена»         | Чезена    | Стадіо Діно Мануцці            | 23 860    | 15-е в Серії A              |
| «Ювентус»        | Турин     | Ювентус Стедіум                | 41 254    | 7-е в Серії A               |

## Турнірна таблиця
|                                           |     | Турнірна таблиця 2011–2012 | О  | І  | В  | Н  | П  | М+ | М- | РМ  |
| ----------------------------------------- | --- | -------------------------- | -- | -- | -- | -- | -- | -- | -- | --- |
| Чемпіон Італії · Вийшов до Ліги Чемпіонів | 1.  | «Ювентус»                  | 84 | 38 | 23 | 15 | 0  | 68 | 20 | +48 |
| Вийшов до Ліги Чемпіонів                  | 2.  | «Мілан»                    | 80 | 38 | 24 | 8  | 6  | 74 | 33 | +41 |
| Вийшов до Ліги Чемпіонів                  | 3.  | «Удінезе»                  | 64 | 38 | 18 | 10 | 10 | 52 | 35 | +17 |
|                                           | 4.  | «Лаціо»                    | 62 | 38 | 18 | 8  | 12 | 56 | 47 | +9  |
| Володар Кубка Італії                      | 5.  | «Наполі»                   | 61 | 38 | 16 | 13 | 9  | 66 | 46 | +20 |
|                                           | 6.  | «Інтернаціонале»           | 58 | 38 | 17 | 7  | 14 | 58 | 55 | +3  |
|                                           | 7.  | «Рома»                     | 56 | 38 | 16 | 8  | 14 | 60 | 54 | +6  |
|                                           | 8.  | «Парма»                    | 56 | 38 | 15 | 11 | 12 | 54 | 53 | +1  |
|                                           | 9.  | «Болонья»                  | 51 | 38 | 13 | 12 | 13 | 41 | 43 | -2  |
|                                           | 10. | «К'єво»                    | 49 | 38 | 12 | 13 | 13 | 35 | 45 | -10 |
|                                           | 11. | «Катанія»                  | 48 | 38 | 11 | 15 | 12 | 47 | 52 | -5  |
|                                           | 12. | «Аталанта»                 | 46 | 38 | 13 | 13 | 12 | 41 | 43 | -2  |
|                                           | 13. | «Фіорентіна»               | 46 | 38 | 11 | 13 | 14 | 37 | 43 | -6  |
|                                           | 14. | «Сієна»                    | 44 | 38 | 11 | 11 | 16 | 45 | 45 | 0   |
|                                           | 15. | «Кальярі»                  | 43 | 38 | 10 | 13 | 15 | 37 | 46 | -9  |
|                                           | 16. | «Палермо»                  | 43 | 38 | 11 | 10 | 17 | 52 | 62 | -10 |
|                                           | 17. | «Дженоа»                   | 42 | 38 | 11 | 9  | 18 | 50 | 69 | -19 |
| Вибув до Серії B                          | 18. | «Лечче»                    | 36 | 38 | 8  | 12 | 18 | 40 | 56 | -16 |
| Вибув до Серії B                          | 19. | «Новара»                   | 32 | 38 | 7  | 11 | 20 | 35 | 65 | -30 |
| Вибув до Серії B                          | 20. | «Чезена»                   | 22 | 38 | 4  | 10 | 24 | 24 | 60 | -36 |

## Рекорди сезону
- Найбільше перемог: «Мілан» (24)
- Найменше поразок: «Ювентус» (0)
- Найкраща атака: «Мілан» (74 забито)
- Найкращий захист: «Ювентус» (20 пропущено)
- Найкраща різниця м'ячів: «Ювентус» (+48)
- Найбільше нічиїх: «Ювентус», «Катанія» (по 15)
- Найменше нічиїх: «Інтернаціонале» (7)
- Найменше перемог: «Чезена» (4)
- Найбільше поразок: «Чезена» (24)
- Найгірша атака: «Чезена» (24 забито)
- Найгірший захист: «Дженоа» (69 пропущено)
- Найгірша різниця м'ячів: «Чезена» (-36)
- Найрезультативніший матч: «Наполі» — «Кальярі» 6-3, «Інтернаціонале» — «Дженоа» 5-4 (по 9)
- Матч з найбільшою різницею голів: «Наполі» — «Дженоа» 6-1, «Інтернаціонале» — «Парма» 5-0, «Фіорентіна» — «Ювентус» 0-5 (по +5)
- Найбільше голів в одному турі: 35 (2 тур, 30 тур)
- Найменше голів в одному турі: 14 (7 тур)

## Бомбардири
Найкращим бомбардиром Серії А сезону 2011—12 став нападник «Мілану», Златан Ібрагімович, в активі якого 28 голів.
Найкращі бомбардири сезону:
|  | Голів | (пенальті) | Бомбардир          | Команда                      |
|  | ----- | ---------- | ------------------ | ---------------------------- |
|  | 28    | 10         | Златан Ібрагімович | «Мілан»                      |
|  | 24    | 8          | Дієго Міліто       | «Інтернаціонале»             |
|  | 23    | 3          | Едінсон Кавані     | «Наполі»                     |
|  | 23    | 4          | Антоніо Ді Натале  | «Удінезе»                    |
|  | 19    | 3          | Родріго Паласіо    | «Дженоа»                     |
|  | 16    | 3          | Херман Деніс       | «Аталанта»                   |
|  | 16    | 2          | Фабріціо Мікколі   | «Палермо»                    |
|  | 15    | 4          | Себастьян Джовінко | «Парма»                      |
|  | 14    | 4          | Стеван Йоветич     | «Фіорентіна»                 |
|  | 12    | 0          | Маттія Дестро      | «Сієна»                      |
|  | 12    | 0          | Мірослав Клозе     | «Лаціо»                      |
|  | 11    | 4          | Емануеле Калайо    | «Сієна»                      |
|  | 11    | 5          | Давід Ді Мікеле    | «Лечче»                      |
|  | 11    | 0          | Пабло Освальдо     | «Рома»                       |
|  | 11    | 6          | Марко Ріґоні       | «Новара»                     |
|  | 10    | 1          | Марко Ді Вайо      | «Болонья»                    |
|  | 10    | 0          | Алессандро Матрі   | «Ювентус»                    |
|  | 10    | 0          | Антоніо Ночеріно   | «Мілан»                      |
|  | 10    | 3          | Маурісіо Пінілья   | «Кальярі» (8), «Палермо» (2) |

Лука Тоні і Златан Ібрагімович забили по сто м'ячів у матчах Серії «А». По завершенні сезону, до десятки найвлучніших голеадорів ліги входять: Сільвіо Піола (275), Гуннар Нордаль (225), Джузеппе Меацца (216), Жозе Алтафіні (216), Франческо Тотті (215), Роберто Баджо (205), Курт Хамрін (190), Джузеппе Сіньйорі (188), Алессандро Дель П'єро (188), Габрієль Батістута (184).